# Jacobus Albertus Bruwer
Jacobus Albertus Bruwer, 1915–1971, var en sydafrikansk astronom.
Minor Planet Center listar honom som upptäckare av 4 asteroider mellan 1953 och 1970.
Asteroiden 1811 Bruwer är uppkallad efter honom.

## Asteroider upptäckta av Jacobus Albertus Bruwer
| 1658 Innes   | 13 juli 1953 |
| 1660 Wood    | 7 april 1953 |
| 1794 Finsen  | 7 april 1970 |
| 3284 Niebuhr | 13 juli 1953 |